# Bradyopsia
Bradyopsia är ett ovanligt sjukdomstillstånd där en person saknar förmågan att adaptera (anpassa) ögonen till olika ljusintensiteter. Personen drabbas av tillfällig synförlust vid övergång från mörker till starkt ljus och tvärtom. Därtill har personen svårt att identifiera föremål som rör sig snabbt.
Dessa besvär kan antingen orsakas av en genetisk mutation i någon av de gener som styr de biokemiska processerna i ögats fotoreceptorer (stavar och tappar), men även av patologiska processer som tumörer.
Det existerar ingen behandling som kan bota den genetiskt orsakade bradyopsin. I annat fall inriktas behandlingen på att bota det underliggande sjukdomstillståndet.